# Edu Galán
|  | Aquest article tracta sobre el columnista i humorista asturià. Si cerqueu el dramaturg i assagista madrileny, vegeu «Eduardo Galán Font». |

Edu Galán   (Oviedo, 1980) és un escriptor, guionista, humorista, psicòleg i crític cultural asturià. És, a més, un dels creadors de la revista Mongolia, juntament amb l'il·lustrador argentí Darío Adanti.

## Biografia
Es va llicenciar en Psicologia a la Universitat d'Oviedo el 2003. Abans d'acabar els estudis, el 2002, va començar a col·laborar al diari La Nueva España, en què escrivia articles de crítica cultural i de cinema. Entre el 2008 i el 2014, Galán va publicar-hi setmanalment una columna d'opinió sobre el Reial Madrid Club de Futbol titulada Blanco radiante. El 2011, va començar la seva col·laboració com a crític de cinema a la revista especialitzada Cinemanía, que va durar fins al 2019.
El març de 2012, va fundar sota el pseudònim "Quelo VI" la revista satírica Mongolia juntament amb Darío Adanti, Fernando Rapa Carballo i Pere Rusiñol. Entre el 2014 i el 2017, va escriure també columnes d'opinió i va fer entrevistes al mitjà El Diario. A banda de les publicacions de premsa, ha col·laborat en programes de ràdio i televisió. Així, el 2017, va aparèixer al late motiv d'Andreu Buenafuente emès a #0, el 2018 va participar com a comediant en la segona i tercera temporada de Comedy Central News de la plataforma Movistar+ amb el company de professió Antonio Castelo, i d'ençà del 2019 forma part de l'equip del programa Més d'U d'Onda Cero amb Carlos Alsina.
El 2017, amb Darío Adanti, va començar a col·laborar a Al rojo vivo, el programa d'anàlisi i de debat polític de La Sexta, amb la secció Informe Mongolia. De la tardor del 2017 fins a l'inici del 2018, va estrenar la websèrie Mongolia te lo explica a la plataforma en línia Flooxer, produïda per la Comunal, en la qual aborden temes com els nacionalismes, el gihadisme, l'obsessió occidental pels animals domèstics, la corba de Laffer, el neoliberalisme o per què pugen els preus.
El 2010, va publicar un assaig sobre el cineasta i mockumentalista Christopher Guest titulat This is (not) Spinal Tap, dins l'obra col·lectiva Una risa nueva (Nausícaä, 2011), coordinada per l'escriptor i igualment crític cultural Jordi Costa. També va escriure el 2014 l'assaig Morir de pie. Stand-up (y Norteamérica) sobre la comèdia en viu estatunidenca, i va coordinar Todavía voy por la primera temporada, un llibre col·laboratiu amb la participació d'autors com Maruja Torres, Isaac Rosa, Marcos Ordóñez o Domingo Caballero sobre la ficció en televisió a benefici d'Amnistia Internacional. El seu assaig El síndrome Woody Allen, on es demana "Per què, després de més de vint anys amb el cas tancat, el debat sobre la monstruositat de Woody Allen s'ha encurlelit?", arriba a llibreries al setembre de 2020.
El 2016, va produir juntament amb l'escriptor David Trueba el documentari Salir de casa sobre el viatge del cantant Francisco Nixon per a poder fabricar el seu darrer àlbum en vinil.
Ha participat en desenes de números mensuals de Mongolia, als llibres El libro rojo de Mongolia (2013), Pasatiempos (2013), Borbonia (2015), Las 101 peores portadas de Mongolia (2017) i La Biblia Negra de Mongolia (2019), el llibre-disc Mongolia Mix Vol. 3 (2015). Ha protagonitzat, dirigit i escrit les obres teatrals de sàtira Mongolia, el Musical, Mongolia (2013-2015), el Musical 2.0. (2015) i Mongolia sobre hielo (2018). Codirigeix i copresenta el format Mongolia habla con amb els seus companys Pere Rusiñol i Darío Adanti, un espai de conversa informal i còmoda, gravat als Teatres Luchana de Madrid i emès en streaming a El Diario.
El 2016, Galán va organitzar "La turba" juntament amb Andreu Buenafuente, Berto Romero, Arturo Valls i Felix Tusell, amb l'objectiu d'aconseguir finançar la pel·lícula Tiempo después de José Luis Cuerda, que es va estrenar finalment el 28 de desembre de 2018. El mateix any, va produir el primer concert a Madrid del cantautor satíric asturià Jerónimo Granda, celebrat el 13 de desembre de 2018 al Teatre del Barri de Madrid. L'agost de 2020 es publica "En vivo, de momento", el primer disc en directe de Jerónimo Granda gravat el 9 de novembre de 2019 al Teatre del Barri de Madrid i produït per Galán.
A més de l'activitat com a escriptor, guionista i humorista, Galán també va codirigir el curs d'extensió universitària de la Universitat d'Oviedo "Hazles reír", sobre sèries, Woody Allen i l'humor acompanyat del professor Juan Pastor.

## Obra
- 2014 – Morir de pie: stand-up comedy (y Norteamérica). Editorial Rema y Vive.
- 2014 – Todavía voy por la primera temporada. Editorial Léeme.
- 2019 – La biblia negra de Mongolia: (100% atea). Reservoir Books.
- 2020 – El síndrome Woody Allen. Editorial Debate.

## Reconeixements
Com a codirector de la revista Mongolia, Galán ha rebut premis nacionals i internacionals. El mateix any en què la publicació va sortir a la llum, l'Ajuntament de València va atorgar-li el premi Gràffica, que reconeix anualment deu dels millors perfils de l'escena creativa i de la cultura visual a Espanya. També el 2012 va rebre el premi Pop Eye a la millor publicació. Mongolia va ser guardonada amb el premi als Valors Humans el 2013 per l'Associació de Periodistes Europeus, el Millor satíric europeu en els premis del Museu Della Satira de Forti Di Marmi el 2014, l'Ou de Colom de la revista Túria el 2015, el premi Avuelapluma Cáceres el 2017, i el premi Lletres del Festival de cinema i drets humans de Madrid el 2018.
Des del 2016, Galán forma part del jurat del premi de Periodisme d'Opinió "Raúl del Pozo", que s'atorga cada any a columnistes amb un sopar de celebració amb el jurat al restaurant Casa Paco de Madrid com a recompensa. El premi ha estat concedit a Enric González (2016), Soledad Gallego-Díaz (2017), Pedro García Cuartango (2018), Carlos Alsina (2019), Esther Palomera (2020) i Manuel Vicent (2021).